# Денісон (Техас)
Денісон (англ. Denison) — місто (англ. city) в США, в окрузі Грейсон штату Техас. Населення — 24 479 осіб (2020).

## Географія
Денісон розташований за координатами 33°45′28″ пн. ш. 96°33′55″ зх. д. / 33.75778° пн. ш. 96.56528° зх. д. (33.757822, -96.565262). За даними Бюро перепису населення США в 2010 році місто мало площу 60,74 км², з яких 59,56 км² — суходіл та 1,18 км² — водойми. В 2017 році площа становила 75,26 км², з яких 74,08 км² — суходіл та 1,18 км² — водойми.

## Демографія
Згідно з переписом 2010 року, у місті мешкали 22 682 особи в 9093 домогосподарствах у складі 5934 родин. Густота населення становила 373 особи/км². Було 10373 помешкання (171/км²).
Расовий склад населення:
| - 82,3 % — білих - 9,3 % — чорних або афроамериканців - 2,1 % — корінних американців - 0,6 % — азіатів - 0,1 % — вихідців з тихоокеанських островів - 2,6 % — осіб інших рас |

До двох чи більше рас належало 3,1 %. Частка іспаномовних становила 8,8 % від усіх жителів.
За віковим діапазоном населення розподілялося таким чином: 24,0 % — особи молодші 18 років, 58,9 % — особи у віці 18—64 років, 17,1 % — особи у віці 65 років та старші. Медіана віку мешканця становила 39,8 року. На 100 осіб жіночої статі у місті припадало 89,6 чоловіків; на 100 жінок у віці від 18 років та старших — 85,5 чоловіків також старших 18 років.
Середній дохід на одне домашнє господарство становив 52 313 долари США (медіана — 37 403), а середній дохід на одну сім'ю — 65 005 доларів (медіана — 53 421). Медіана доходів становила 39 779 доларів для чоловіків та 32 269 доларів для жінок. За межею бідності перебувало 21,6 % осіб, у тому числі 28,5 % дітей у віці до 18 років та 15,3 % осіб у віці 65 років та старших.
Цивільне працевлаштоване населення становило 9189 осіб. Основні галузі зайнятості: освіта, охорона здоров'я та соціальна допомога — 25,5 %, роздрібна торгівля — 14,4 %, виробництво — 10,8 %, мистецтво, розваги та відпочинок — 10,4 %.

## Персоналії
- Дуайт Ейзенхауер (1890—1969) — американський військовий і державний діяч, 34-й президент США (1953—1961).